# Primera División Amateur de Uruguay
Para el resumen de todos los torneos de tercera categoría realizados, véase Tercera categoría de fútbol de Uruguay.
La Primera Divisional C, conocida popularmente simplemente como "la C", y nombrada hasta el año 2024 Primera División Amateur, es el torneo de clubes de tercera categoría del fútbol uruguayo, organizado por la Asociación Uruguaya de Fútbol. Es la principal categoría de carácter amateur.
Fundada originalmente en 1972 como Primera División "C", fue renombrada como Liga Metropolitana Amateur entre 1997 y 2007 (y limitada a equipos de Montevideo y su área metropolitana), posteriormente llamada Segunda División Amateur (a partir de la temporada 2008-09), denominada como Segunda B Nacional a partir del año 2017 (y abierta para clubes de todo el país), a partir de 2019 cambió el nombre a Primera División Amateur y en 2025 fue renombrada como Primera Divisional C.

## Historia
La Primera División "C" inició en 1972, como parte de la reestructura del fútbol uruguayo que eliminó a la Intermedia y la Divisional Extra (y todas las series anexas a esta). La estructura quedó conformada entonces por cuatro categorías: Primera División "A", Primera "B", Primera "C" y Primera "D". En ese sentido, puede considerarse a la "C" como continuadora de la Divisional Intermedia. 
En su primera edición de 1972, la Divisional estuvo formada por doce equipos: provenientes de la Intermedia (1971) ingresaron Alto Perú, Boston River, Canillitas, Iriarte, Mar de Fondo, Platense, Uruguay Montevideo y Villa Española; de la Extra (1971): Manzanares, Marconi y Salus; y de Primera "B" (1971): La Luz. 
En el año 1979 se produce otra reestructura (con reducción de cantidad de clubes en la AUF) y la Divisional C absorbe a la D. Ese año se disputa un Torneo Clasificatorio previo a la temporada 1979 con un ascenso a Primera B y lo juegan: Alto Perú, Basáñez, Cooper, El Tanque (descendido de la "B" en 1978), Huracán (ascendido de la "D" en 1978), Misiones, Platense, Villa Española y Villa Teresa (Boston River, Cerrito y Mar de Fondo estaban en la C pero no participaron). Alto Perú obtuvo el torneo y ascendió para disputar la "B" de ese mismo año 1979. 
Al ser abolida la Divisional D, los 11 equipos sobrevivientes pasaron a la "C": Albion, Cabrera, Canillitas, El Puente, Expreso "E", Fraternidad, Lavalleja, Oriental, Sportivo Italiano, Universidad Mayor y Vanguardia; que se sumaron a los 11 que participaron del Clasificatorio (los ya nombrados excepto Alto Perú), generando una competencia que en ese 1979 contó con 22 equipos. Ese año se otorgaron 4 ascensos (los obtuvieron Universidad Mayor, Basáñez, El Tanque y Oriental de la Paz) y a su vez, las últimas cinco instituciones serían desafiliadas de la AUF de forma permanente. Para dilucidar cuales de ellas serían, se disputó un Torneo Hexagonal que sólo salvaría al campeón: el torneo lo ganó Cabrera y condenó a la desafiliación definitiva a Canillitas (que decidió no presentarse a participar en protesta), Mar de Fondo, Fraternidad, Lavalleja y Vanguardia. Para 1980 quedaron 14 participantes. Posteriormente la divisional fue paulatinamente disminuyendo en su cantidad de participantes, debido a diversas deserciones.
En 1997 fue renombrada como Liga Metropolitana Amateur, limitando los participantes a equipos de la zona metropolitana de Montevideo. Esto permitió a los primeros equipos nuevos del interior no metropolitanos, afiliarse a la AUF directamente en Segunda División Profesional; (Deportivo Maldonado en 1995 y Frontera Rivera Chico en 1997). Incluso Frontera debió descender en 1997, pero esta limitante de transformar a esta divisional en metropolitana, evitó que este club (y otros clubes del interior en el futuro) compitiera en esta categoría.
Durante la época de la Liga Metropolitana se fueron endureciendo cada vez más los requisitos para el ascenso desde LMA a Segunda División, provocando finalmente que las 2 categorías se desvincularan sin ascensos ni descensos. Con el cambio de calendario anual a temporada de agosto a julio en 2008, se renombró como Segunda División Amateur y la divisional recuperó el ascenso directo a Segunda División Profesional que se había cancelado en ediciones anteriores, en las que se evitó el pasaje de clubes del amateurismo al profesionalismo y viceversa. El renombre puede tener justificación en un intento de emparentarla a la Segunda División Profesional. 
Para el año 2017 se produjo desde Segunda Profesional el descenso de Rocha Fútbol Club, y nuevamente hubo que cambiar el reglamento ante el problema reglamentario que eso generaba. La competición fue renombrada como Segunda B Nacional, y abierta a la participación de los equipos del interior, transformándola de carácter nacional. En 2019 volvió a sufrir un cambio de denominación, pasándose a llamar Primera División Amateur. Mantuvo su carácter nacional: al descender también se incorporó Tacuarembó, además en 2021 se sumaron equipos que habían dejado de participar como Salto, Paysandú y Deportivo Colonia. En 2020 se incorporó un repechaje para el subcampeón (Colón no pudo superar a Albion, pero si lo logró La Luz frente a Villa Teresa en 2021). Para 2022 como parte de una reforma de Segunda División (amplía el cupo de participantes de 12 a 14 clubes) hubo 2 ascensos directos y 2 repechajes. A partir de 2023 la divisional otorga 2 ascensos directos y se eliminaron los repechajes.
Un total de 26 equipos han logrado coronarse campeones en el historial, desde 1972 a la fecha.

## Sistema de disputa
La liga en la temporada 2024 estuvo conformada por 26 clubes, divididos en 4 series de 6 equipos cada una. Los dos equipos mejores posicionados de cada serie junto a los dos mejores terceros clasificaron a la liguilla final, a una sola rueda y sumando los puntos de la primera fase. Campeón y vice lograron el ascenso a Segunda División.
En la actualidad la divisional otorga 2 ascensos directos a la Segunda División Profesional y se preveen implementar descensos con la Divisional D.

## Equipos participantes
Son 27 los equipos participantes en la temporada 2025, uno más que en la temporada anterior. Los nuevos participantes son Deutscher (ascendido desde la Primera D) junto a los descendidos Cooper y Sud América.
Datos hasta antes del inicio del torneo. La cantidad de temporadas disputadas y títulos obtenidos, corresponden al conteo desde la primera edición de la Primera "C" en 1972. Las fechas de fundación de los equipos son las declaradas por los propios clubes implicados. Los clubes que oficien en un determinado estadio como local, no implica necesariamente que sean propietarios del mismo.
| Ban. | Esc. | Equipo                    | Ciudad           | Sede administrativa                               | Estadio local                                 | Capacidad | Fundación | Temp. | Temp. Cons. | Títulos | 2023 |
| ---- | ---- | ------------------------- | ---------------- | ------------------------------------------------- | --------------------------------------------- | --------- | --------- | ----- | ----------- | ------- | ---- |
|      |      | Alto Perú                 | Montevideo       | No tiene                                          | -                                             | -         | 1940      | 46    | 39          | —       |      |
|      |      | Basáñez                   | Montevideo       | Camino Carrasco 4096 (La Unión)                   | La Bombonera Malvín Norte                     | 5.000     | 1920      | 26    | 11          | 1       |      |
|      |      | Bella Vista               | Montevideo       | Av. Agraciada 3100                                | Estadio José Nasazzi                          | 12.000    | 1920      | 9     | 1           | 3       |      |
|      |      | Bella Italia              | Montevideo       | -                                                 | -                                             | —         | 1984      | 4     | 3           | —       | 4    |
|      |      | Canadian                  | Montevideo       | No tiene                                          | -                                             | —         | 2.000     | 6     | 4           | 1       |      |
|      |      | Deportivo Colonia         | Juan Lacaze      | - (-)                                             | Estadio Miguel Campomar Juan Lacaze           | 6.000     | 1999      | 1     | 1           | —       | —    |
|      |      | Deportivo Italiano        | Montevideo       | - (-)                                             | -                                             | —         | 1999      | 4     | —           | —       | —    |
|      |      | Durazno                   | Durazno          | - (-)                                             | Silvestre Octavio Landoni Durazno             | 8.000     | 2005      | —     | —           | —       | —    |
|      |      | Frontera Rivera Renegades | Rivera           | No tiene                                          | Atilio Paiva Olivera                          | 27.135    | 1998      | —     | —           | —       | —    |
|      |      | Huracán                   | Montevideo       | Av. Luis Batlle Berres 6325 (La Paloma Tomkinson) | Parque Pedro Ángel Bossio La Paloma Tomkinson | 2.000     | 1954      | 27    | 4           | 3       |      |
|      |      | Huracán Buceo             | Montevideo       | Velsen 4440 (Malvín)                              | Parque Huracán La Unión                       | 6.000     | 1937      | 5     | 5           | —       | —    |
|      |      | Lito                      | Montevideo       |                                                   | -                                             | —         | 1917/2022 | —     | —           | —       | —    |
|      |      | Los Halcones              | Montevideo       | Pasaje Hornero 7103 (Nueva España)                | -                                             | —         | 2013      | 7     | 7           | —       | —    |
|      |      | Mar de Fondo              | Montevideo       | No tiene                                          | -                                             | —         | 1934      | 23    | 3           | —       | —    |
|      |      | Parque del Plata          | Parque del Plata | Pasaje A y Calle 9 (Parque del Plata)             | Parque El Balneario Parque del plata          | 1.000     | 1947      | 33    | 5           | —       | —    |
|      |      | Potencia                  | Montevideo       | Carlos Tellier 4399 esq. José Marmol              | Parque 13 de Febrero                          | 1.000     | 2001      | 12    | 12          | —       | —    |
|      |      | Paysandú                  | Paysandú         | - (-)                                             | Parque Artigas Terminal                       | 25.000    | 2003      | 1     | 1           | —       | —    |
|      |      | Platense                  | Montevideo       | Pernas 2898 (Villa Española)                      | -                                             | -         | 1935      | 43    | 13          | 3       | —    |
|      |      | Rocha                     | Rocha            | Av Juan 97 (Rocha)                                | Doctor Mario Sobrero Rocha                    | 6.000     | 1999      | 3     | —           | 1       | —    |
|      |      | Salto                     | Salto            | - (-)                                             | Juan José Vispo Mari La Chacrita              | 4.000     | 2002      | 1     | 1           | —       | —    |
|      |      | Salus                     | Montevideo       | Dr Carlos María de Pena 5378 (Nuevo París)        | Parque Salus Nuevo París                      | 4.000     | 1928      | 27    | 10          | 2       | —    |
|      |      | Terremoto                 | Montevideo       |                                                   | Estadio José Nasazzi Montevideo               | 10.000    | 2009      | —     | —           | —       | —    |
|      |      | Villa Española            | Montevideo       | Camino Corrales 3148 bis                          | Obdulio Varela Montevideo                     | 3.500     | 1940      |       |             | 5       | —    |
|      |      | Villa Teresa              | Montevideo       | Islas Canarias 4978                               | - Montevideo                                  | -         | 1941      | 23    | —           | 3       | —    |

Notas:

## Historial de campeonatos

### Ediciones disputadas
Recopilación de los campeonatos disputados desde 1972. Veintisiete clubes han sido campeones por lo menos una vez en la historia. Se señalan en negrita aquellos clubes que lograron el ascenso.
| Primera División "C"        |  |                    |                      |  |                    |                            |                                   |                                                                  |
| Año                         |  | Campeón            | Resultado            |  | Subcampeón         | Otros ascensos             | Entrenador campeón                | Goleador                                                         |
| 1972                        |  | Salus              |                      |  |                    |                            | Guillermo Escalada                |                                                                  |
| 1973                        |  | Villa Española     |                      |  |                    | Uruguay Montevideo         | Nicolás Papantonakis              |                                                                  |
| 1974                        |  | Misiones           | Liga                 |  | La Luz             |                            |                                   |                                                                  |
| 1975                        |  | Progreso           |                      |  |                    | Miramar                    | Roberto Fleitas                   |                                                                  |
| 1976                        |  | La Luz             |                      |  |                    |                            |                                   |                                                                  |
| 1977                        |  | Salus              |                      |  |                    |                            | Guillermo Escalada                |                                                                  |
| 1978                        |  | Progreso           |                      |  |                    |                            | Liborio Ruilópez                  | José Luis Serrón (PRO)                                           |
| 1979                        |  | Universidad Mayor  | 1:0                  |  | El Tanque          | Alto Perú Oriental Basáñez | Hugo Bagnulo                      |                                                                  |
| 1980                        |  | Villa Española     |                      |  | Uruguay Montevideo |                            | Enrique Gorga                     |                                                                  |
| 1981                        |  | Platense           |                      |  |                    |                            |                                   |                                                                  |
| 1982                        |  | Cerrito            | -                    |  | Parque del Plata   |                            | Héctor Collazo                    |                                                                  |
| 1983                        |  | Huracán            |                      |  |                    |                            | Julio Castillo                    |                                                                  |
| 1984                        |  | Villa Teresa       |                      |  |                    |                            | Rodolfo Ariel Sandoval            | Francisco Fusco (VT)                                             |
| 1985                        |  | Sportivo Italiano  |                      |  |                    |                            | Voltaire García                   |                                                                  |
| 1986                        |  | El Tanque Sisley   |                      |  |                    |                            | Miguel Ángel Piazza               |                                                                  |
| 1987                        |  | Villa Española     |                      |  |                    |                            | Fernando Méndez                   |                                                                  |
| 1988                        |  | Colón              |                      |  |                    |                            | Héctor Collazo                    |                                                                  |
| 1989                        |  | Basáñez            |                      |  | La Luz             |                            | Miguel Ángel Piazza               | Washington Rodríguez (LL)                                        |
| 1990                        |  | Huracán            |                      |  | La Luz             |                            | José R. Cabrera Carlos Linaris    | Alejandro Seguessa (LL)                                          |
| 1991                        |  | Fénix              |                      |  | Villa Teresa       |                            | Francisco Salomón                 | Carlos Jaime (LL)                                                |
| 1992                        |  | La Luz             |                      |  | Villa Española     |                            | Gustavo Bueno                     | Fernando López (LL)                                              |
| 1993                        |  | Uruguay Montevideo |                      |  | Juventud           |                            | Germán González                   | Ernesto Zapata (UM)                                              |
| 1994                        |  | Platense           | Liga                 |  | Juventud           |                            | Héctor Collazo                    |                                                                  |
| 1995                        |  | Juventud           | Liga                 |  |                    |                            | Germán González                   | Juan Carlos Parra (JUV)                                          |
| División de Aficionados     |  |                    |                      |  |                    |                            |                                   |                                                                  |
| 1996                        |  | Villa Española     | Liga                 |  | Salus              |                            | Rafael Sánchez                    | Marcelo Ramos (VE)                                               |
| Liga Metropolitana Amateur  |  |                    |                      |  |                    |                            |                                   |                                                                  |
| Año                         |  | Campeón            | Resultado            |  | Subcampeón         | Otros ascensos             | Entrenador campeón                | Goleador                                                         |
| 1997                        |  | El Tanque Sisley   | Liga                 |  | Villa Teresa       |                            | Héctor Collazo                    | Claudio Jara (VT)                                                |
| 1998                        |  | Cerrito            | 3:0 y 4:2            |  | Villa Teresa       |                            | Luis López                        | Andrés Bazzano (PLA)                                             |
| 1999                        |  | Villa Teresa       | 0:0, 1:1 y 1:0       |  | Uruguay Montevideo |                            | Vito Beato                        | Raúl Gervasio Traverso (UM)                                      |
| 2000                        |  | Colón              | Completo             |  | Oriental           |                            | José Bornia                       | Gonzalo Fontana (ORI)                                            |
| 2001                        |  | La Luz Tacurú      | 2:0                  |  | Boston River       |                            | Eduardo Gómez                     | Marcelo Gárate (LL)                                              |
| 2002                        |  | Uruguay Montevideo | 4:1                  |  | La Luz Tacurú      |                            | Eduardo Gómez                     | Adrián Fernández (UM)                                            |
| 2003                        |  | La Luz Tacurú      | Liga                 |  | Albion             |                            | Carlos Favier Soca                | Daniel Martínez (LL)                                             |
| 2004                        |  | Oriental           | 5:4 (pró.)           |  | Boston River       |                            | Lirio Morales                     | Claudio Acosta (BR)                                              |
| 2005                        |  | Platense           | Completo             |  | Boston River       |                            | Daniel Perdomo                    | Javier González (PLA)                                            |
| 2006                        |  | Boston River       | 1:0                  |  | Alto Perú          |                            | Fernando Helo                     | Claudio Acosta (BR)                                              |
| 2007                        |  | Oriental           | ?                    |  | Villa Teresa       |                            | Juan Carlos Duarte                | Martín Álvarez (PDP)                                             |
| Segunda División Amateur    |  |                    |                      |  |                    |                            |                                   |                                                                  |
| Año                         |  | Campeón            | Resultado            |  | Subcampeón         | Otros ascensos             | Entrenador campeón                | Goleador                                                         |
| 2008-09                     |  | Oriental           | 4:2                  |  | Torque             |                            | Juan Carlos Duarte                | Kevin Borrat (Coraceros)                                         |
| 2009-10                     |  | Huracán            | 1:1 (4:3 pen.)       |  | Uruguay Montevideo |                            | Héctor Herrera Juan Carlos Duarte | Andrés Epifanio (UM)                                             |
| 2010-11                     |  | Villa Teresa       | 4:1                  |  | Colón              |                            | Vito Beato                        | Jorge Luis Rivero (PLA-COL)                                      |
| 2011-12                     |  | Torque             | 2:1                  |  | Canadian           |                            | Saúl Rivero                       | Jonatan Álvez (TOR)                                              |
| 2012-13                     |  | Canadian           | 2:1 y 0:1 (4:3 pen.) |  | Uruguay Montevideo |                            | Jorge González                    | Adrián Aguilar (BAS)                                             |
| 2013-14                     |  | Villa Española     | 3:2                  |  | Oriental           |                            | Líber Vespa                       | Pablo Silva (VE)                                                 |
| 2014-15                     |  | Oriental           | Completo             |  | Basáñez            |                            | Adrián Fernández                  | Sebastián Donnángelo (BAS)                                       |
| 2015-16                     |  | Cerrito            | Completo             |  | Basáñez            |                            | Walter Álvarez Mario Perucho      | William Perera (AP) Sebastián Donnángelo (BAS)                   |
| Segunda División B Nacional |  |                    |                      |  |                    |                            |                                   |                                                                  |
| Año                         |  | Campeón            | Resultado            |  | Subcampeón         | Otros ascensos             | Entrenador campeón                | Goleador                                                         |
| 2017                        |  | Albion             | 1:1 y 2:1            |  | Colón              |                            | Ignacio Veiga                     | Dilan Ribero (BAS) Martín Monroy (ALB) Facundo Vignone (BV)      |
| 2018                        |  | Bella Vista        | 2:2 y 2:1            |  | Colón              |                            | Erardo Cócaro                     | Fabián Dorado (COL)                                              |
| Primera División Amateur    |  |                    |                      |  |                    |                            |                                   |                                                                  |
| Año                         |  | Campeón            | Resultado            |  | Subcampeón         | Otros ascensos             | Entrenador campeón                | Goleador                                                         |
| 2019                        |  | Rocha              | 2:1 y 1:1            |  | Uruguay Montevideo |                            | Gustavo Machado                   | Edwin Salazar (RCH)                                              |
| 2020                        |  | Uruguay Montevideo | 1:1 y 2:1            |  | Colón              |                            | Gastón De Los Santos              | Pablo Pereira (COL)                                              |
| 2021                        |  | Miramar Misiones   | Liga                 |  | La Luz             |                            | Richard Pellejero                 | Guillermo Méndez (LL) Martín Mederos (PDP) Gustavo Bortoli (DCO) |
| 2022                        |  | Tacuarembó         | Liga                 |  | Oriental           | Bella Vista Potencia       | Gastón Machado                    | Douglas Jardel (TAC)                                             |
| 2023                        |  | Colón              | Liga                 |  | Cooper             |                            | Martín Siri                       | Raúl Tarragona (BAS)                                             |
| 2024                        |  | Artigas            | 1:0                  |  | Central Español    |                            | Carlos Bueno                      | Luis F. Caicedo (FRR)                                            |

Notas:
1. ↑  La Luz clasificó al repechaje cuadrangular por el ascenso a Primera "B" junto a Mar de Fondo. Por la categoría superior participaron Progreso y Uruguay Montevideo. El ganador fue Uruguay Montevideo, provocando el descenso de Progreso.
2. ↑  Miramar ascendió via repechaje entre 4 equipos por 2 cupos: por la "C" participó también La Luz; y por la "B" Villa Española y Salus. Miramar y Salus fueron los beneficiados, provocando el descenso de Villa Española.
3. ↑  Alto Perú obtuvo el ascenso en un Torneo Clasificatorio previo a la temporada 1979, por lo tanto ese año disputó la Segunda División. Además de Alto Perú participaron de ese torneo: Basáñez, Cooper, El Tanque (descendido de la "B" en 1978), Huracán (ascendido de la "D" en 1978), Misiones, Platense, Villa Española y Villa Teresa.
4. ↑  Basáñez asciende vía repechaje, siendo el ganador de un triangular en el que compitieron Uruguay Montevideo, que descendió a la "C", y Huracán del Paso de la Arena, que permaneció en esa divisional.
5. ↑  Uruguay Montevideo y Sportivo Italiano clasificaron al repechaje frente a Universidad Mayor como representante de la "B", equipo que fue el ganador del triangular y permaneció en dicha divisional.
6. ↑  Platense debió jugar un repechaje para ascender y no lo logró. Participaron 6 equipos y sólo el campeón lograría el objetivo. Por la Primera "B" : Alto Perú, Salus y Universidad Mayor; y por la "C" Platense, Huracán y Juventud. Salus fue el vencedor y se mantuvo en la segunda categoría. Universidad Mayor no se presentó y fue posteriormente desafiliado (nunca volvió a competir).
7. 1 2  Cerrito debió jugar un repechaje para ascender y lo logró. Participaron 6 equipos y sólo el campeón lograría el objetivo. Por la Primera "B" : Basáñez, La Luz y Salus; y por la "C" Cerrito, Parque del Plata y Huracán. Cerrito venció a Parque del Plata en la última fecha y logró el ascenso.
8. ↑  Villa Teresa asciende por repechaje, superando a La Luz que permaneció en la "C" y a Villa Española que debió descender.
9. ↑  Villa Española perdió el repechaje por el ascenso ante Huracán de Paso de la Arena (01- y 1-1).
10. ↑  Juventud disputó el repechaje por el ascenso ante el penúltimo de la "B", Cerrito, pero cayó en un global de 7-1.
11. ↑  Juventud disputó el repechaje por el ascenso ante el penúltimo de la "B", Cerrito, pero cayó en un global de 2-1.
12. ↑  Posteriormente, en marzo de 1999, Villa Teresa tuvo la oportunidad de disputar un repechaje ante El Tanque Sisley (que había descendido) por un lugar extra en Segunda División. La victoria fue para El Tanque Sisley, que de esa manera mantuvo su lugar en Segunda.
13. ↑  Colón ganó los dos torneos de la temporada (tanto el Apertura como la Liguilla), por ende, no hubo necesidad de finales para definir el campeón.
14. 1 2  A pesar de lograr el ascenso deportivamente, Oriental no pudo ascender por no cumplir con los requerimientos limitantes para lograr el ascenso administrativamente.
15. ↑  Platense ganó los dos torneos de la temporada (tanto el Apertura como la Liguilla), por ende, no hubo necesidad de finales para definir el campeón.
16. ↑  Oriental logró el ascenso deportivamente y su ingreso a Segunda División fue aceptado, pero finalmente no pudo afrontar las dificultades de competir en el profesionalismo y en la temporada 2009-10 se quedó sin participar en ninguna categoría.
17. ↑  Torque ganó en semifinales 2:1 contra Canadian, pero como fue campeón de la Tabla Anual, no hubo finales por el campeonato.
18. ↑  Canadian ganó en semifinales (por penales) contra Uruguay Montevideo, pero como fue campeón de la Tabla Anual, no hubo finales por el campeonato.
19. ↑  Villa Española ganó en semifinales 3:2 contra Oriental, pero como fue campeón de la Tabla Anual, no hubo finales por el campeonato.
20. ↑  Oriental ganó todos los torneos en juego: Apertura, Liguilla y Anual; y por ende no necesitó finales para definir el campeonato.
21. ↑  Cerrito ganó todos los torneos en juego: Apertura, Liguilla y Anual; y por ende no necesitó finales para definir el campeonato.
22. ↑  Colón clasificó al repechaje, pero cayó en un global de 8:3 ante Albion.
23. ↑  La Luz obtuvo el ascenso venciendo en repechaje por penales a Villa Teresa, luego de empate 3:3 en el global.
24. 1 2  Bella Vista ascendió vía repechaje derrotando a Villa Española con un resultado global de 2-1 (0-1 y 2-0); mientras que Potencia hizo lo mismo derrotando a Central Español, ganando en el partido de vuelta 3-2 en el alargue (0-0 y 2-2).
25. ↑  Por igualdad de puntos en el primer puesto de la Tabla Anual, se debió jugar una final de desempate en la cual Artigas derrotó 1:0 a Central Español.

## Títulos por equipo
| Listado de campeones |                    |             |                                 |          |
|                      | Equipo             | Campeonatos | Años                            | Ascensos |
|                      | Villa Española     | 5           | 1973, 1980, 1987, 1996, 2013-14 | 5        |
|                      | La Luz             | 4           | 1976, 1992, 2001, 2003          | 4        |
|                      | Oriental           | 4           | 2004, 2007, 2008-09, 2014-15    | 4        |
|                      | Villa Teresa       | 3           | 1984, 1999, 2010-11             | 4        |
|                      | Uruguay Montevideo | 3           | 1993, 2002, 2020                | 4        |
|                      | Cerrito            | 3           | 1982, 1998, 2015-16             | 3        |
|                      | Huracán            | 3           | 1983, 1990, 2009-10             | 3        |
|                      | Colón              | 3           | 1988, 2000, 2023                | 3        |
|                      | Platense           | 3           | 1981, 1994, 2005                | 2        |
|                      | Salus              | 2           | 1972, 1977                      | 3        |
|                      | El Tanque Sisley   | 2           | 1986, 1997                      | 3        |
|                      | Progreso           | 2           | 1975, 1978                      | 2        |
|                      | Basáñez            | 1           | 1989                            | 2        |
|                      | Bella Vista        | 1           | 2018                            | 2        |
|                      | Misiones           | 1           | 1974                            | 1        |
|                      | Universidad Mayor  | 1           | 1979                            | 1        |
|                      | Sportivo Italiano  | 1           | 1985                            | 1        |
|                      | Fénix              | 1           | 1991                            | 1        |
|                      | Juventud           | 1           | 1995                            | 1        |
|                      | Boston River       | 1           | 2006                            | 1        |
|                      | Torque             | 1           | 2011-12                         | 1        |
|                      | Canadian           | 1           | 2012-13                         | 1        |
|                      | Albion             | 1           | 2017                            | 1        |
|                      | Rocha              | 1           | 2019                            | 1        |
|                      | Miramar Misiones   | 1           | 2021                            | 1        |
|                      | Tacuarembó         | 1           | 2022                            | 1        |
|                      | Artigas            | 1           | 2024                            | 1        |
|                      | Alto Perú          | 0           | --                              | 1        |
|                      | Miramar            | 0           | --                              | 1        |
|                      | Potencia           | 0           | --                              | 1        |
|                      | Cooper             | 0           | --                              | 1        |
|                      | Central Español    | 0           | --                              | 1        |

Notas:
1. 1 2 3  Miramar Misiones es la fusión entre Miramar y Misiones. Contabilizando a sus clubes precursores, el total acumulado de Miramar Misiones sería de 2 títulos y 3 ascensos.
2. ↑  Alto Perú salió campeón del Torneo Clasificatorio de 1979 (que otorgaba el ascenso para ese mismo año en Primera "B").